# Promozione Sardegna 1971-1972
Nella stagione 1971-1972 la Promozione era il quinto livello del calcio italiano (il massimo livello regionale). Qui vi sono le statistiche relative al campionato in Sardegna.
Il campionato è strutturato in vari gironi all'italiana su base regionale, gestiti dai Comitati Regionali di competenza. Promozioni alla categoria superiore e retrocessioni in quella inferiore non erano sempre omogenee; erano quantificate all'inizio del campionato dal Comitato Regionale secondo le direttive stabilite dalla Lega Nazionale Dilettanti, ma flessibili, in relazione al numero delle società retrocesse dal Campionato Interregionale e perciò, a seconda delle varie situazioni regionali, la fine del campionato poteva avere degli spareggi sia di promozione che di retrocessione.

## Classifica finale
|  | Pos. | Squadra            | Pt | G  | V  | N  | P  | GF | GS | DR  |
|  | ---- | ------------------ | -- | -- | -- | -- | -- | -- | -- | --- |
|  | 1.   | Iglesias           | 45 | 30 | 19 | 7  | 4  | 49 | 20 | +29 |
|  | 2.   | Seunis             | 45 | 30 | 18 | 9  | 3  | 38 | 12 | +26 |
|  | 3.   | Ilvarsenal         | 39 | 30 | 16 | 7  | 7  | 46 | 16 | +30 |
|  | 4.   | Decimoputzu        | 32 | 30 | 14 | 4  | 12 | 35 | 41 | -6  |
|  | 5.   | Ozierese           | 32 | 30 | 12 | 8  | 10 | 36 | 31 | +5  |
|  | 6.   | Carbonia           | 31 | 30 | 12 | 7  | 11 | 34 | 27 | +7  |
|  | 7.   | Villacidro         | 30 | 30 | 10 | 10 | 10 | 43 | 36 | +7  |
|  | 8.   | Luisiana           | 29 | 30 | 10 | 9  | 11 | 34 | 35 | -1  |
|  | 9.   | Ferrini            | 28 | 30 | 7  | 14 | 9  | 28 | 28 | 0   |
|  | 10.  | Macomer            | 27 | 30 | 7  | 13 | 10 | 21 | 29 | -8  |
|  | 11.  | Sant'Elena         | 27 | 30 | 8  | 11 | 11 | 21 | 31 | -10 |
|  | 12.  | Gennargentu Pacini | 26 | 30 | 8  | 10 | 12 | 33 | 36 | -3  |
|  | 13.  | Tempio             | 26 | 30 | 8  | 10 | 12 | 27 | 39 | -12 |
|  | 14.  | Arbus              | 26 | 30 | 8  | 10 | 12 | 28 | 40 | -12 |
|  | 15.  | Oschirese          | 25 | 30 | 10 | 5  | 15 | 33 | 45 | -12 |
|  | 16.  | Sorso              | 12 | 30 | 5  | 2  | 23 | 23 | 63 | -40 |

### Spareggio 1º posto
- a Nuoro: Iglesias-Seunis Thiesi 0-0 d.t.s. vince Iglesias per sorteggio.

### Spareggio salvezza
- a Bosa: Tempio-Arbus 1-1 d.t.s. vince Tempio per sorteggio.